# Marco Belpoliti
Marco Belpoliti (* 1954 in Reggio Emilia) ist ein italienischer Schriftsteller, Literaturkritiker und Journalismus-Dozent an der Università di Bergamo. Er schreibt unter anderem für La Stampa und L’Espresso.

## Werke
- Confine. Elitropia, Reggio Emilia, 1985.
- Quanto basta. Rusconi, 1987, ISBN 88-18-06054-6.
- Storie del visibile. Lettura di Italo Calvino. Luisè, Rimini 1990, ISBN 88-85050-39-5.
- Italo. Sestante, Ripatransone, 1995, ISBN 88-86114-33-8.
- Primo Levi. Bruno Mondadori, Milano 1998, ISBN 88-424-9457-7.
- Settanta. Einaudi, Torino 2000, ISBN 88-06-14833-8.
- Doppio zero. Einaudi, Torino 2003, ISBN 88-06-16508-9.
- Crolli. Einaudi, Torino 2005, ISBN 88-06-17345-6.
- L'occhio di Calvino. Einaudi, Torino 2006, ISBN 88-06-17979-9.
- La prova. Einaudi, Torino 2007, ISBN 978-88-06-17158-2.
- M. Belpoliti, G. Canova, S. Chiodi: Anni Settanta. Il decennio lungo del secolo breve. Skira, Ginevra-Milano 2007, ISBN 978-88-6130-474-1.
- La foto di Moro. Nottetempo, Roma 2008, ISBN 978-88-7452-155-5.
- Il tramezzino del dinosauro. Guanda, Parma 2008, ISBN 978-88-6088-825-9.
- Diario dell'occhio. Le lettere, 2008, ISBN 978-88-6087-166-4.
- Il Corpo del Capo. Guanda, Parma 2009, ISBN 978-88-6088-542-5.

| Personendaten    | Personendaten                                                                                        |
| ---------------- | --- |
| NAME             | Belpoliti, Marco                                                                                     |
| KURZBESCHREIBUNG | italienischer Schriftsteller, Literaturkritiker und Journalismus-Dozent an der Università di Bergamo |
| GEBURTSDATUM     | 1954                                                                                                 |
| GEBURTSORT       | Reggio nell’Emilia                                                                                   |